# Relación unaria
Una relación unaria R es el subconjunto de los elementos de {\displaystyle A_{1}} que cumplen una determinada condición:
{\displaystyle R=\{a_{1}:\;a_{1}\in A_{1}\;\land \;R(a_{1})=Verdadero\}}

## Ejemplo
- Dado el conjunto {\displaystyle \mathbb {N} } de los números naturales, se define la relación unaria {\displaystyle R(x)} de los números pares:

{\displaystyle R=\{x:\;x\in \mathbb {N} \;\land \;x\;par\}}
{\displaystyle R=\{2,4,6,8,10,12,\cdots \}}